# Лімбурзьке герцогство (1839—1867)
Лімбурзьке герцогство (нім. Herzogtum Limburg; нід. Hertogdom Limburg) — герцогство у складі Німецького союзу, що виникло в результаті розподілу провінції Лімбург. Було створено зі східної частини провінції Лімбург в результаті Лондонського договору 1839 року. З юридичної точки зору воно було окремим політичним суб'єктом, що знаходилося в особистій унії з Нідерландських королівством і перебувало його під керуванням. До 1868 року також було членом Німецького союзу.

## Створення

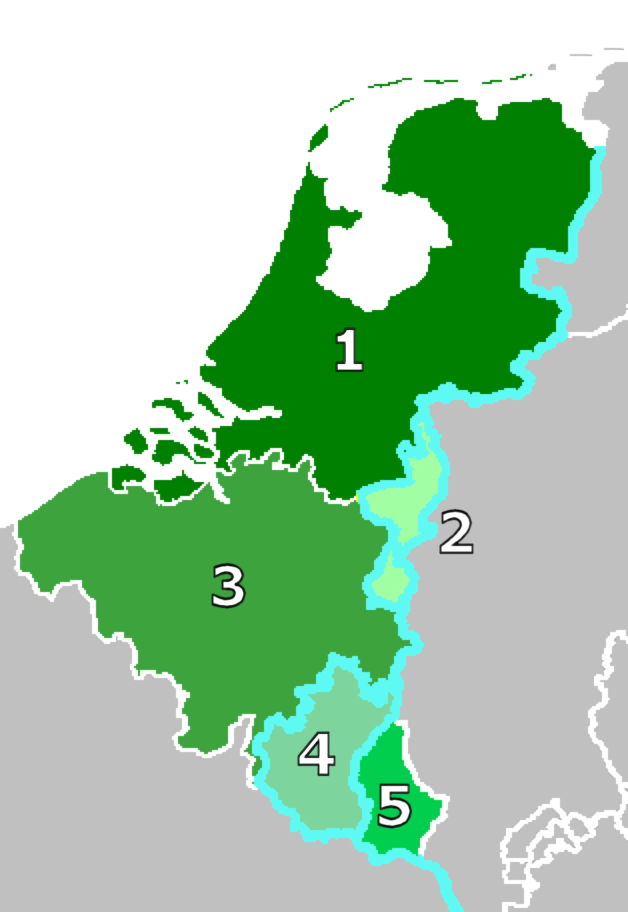
Лімбурзьке герцогство позначено цифрою 2

В результаті французької окупації в 1794 році давнє габсбурзьке Лімбурзьке герцогство було розформовано і стало частиною департаменту Нижній Маас. Після розгрому Наполеона в 1814 році, колишні департаменти Нижній Маас і Урт були об'єднані в провінцію Лімбург нового Об'єднаного королівства Нідерландів. Ця провінція займала територію набагато більшу, ніж давнє Лімбурзьке герцогство і не завжди збігалася з нею (саме місто Лімбург виявився на території провінції Льєж).
Під час Бельгійської революції 1830 року, за винятком міст Маастрихт і Венло вся провінція виявилася в руках бельгійських повстанців. По першому лондонському договору 1830 року провінція був розділена на західну частину, що відійшла Бельгії, і східну, що відійшла Нідерландам.
За Лондонським договором територія провінції Люксембург була передана до складу Бельгії і виведена з Німецького союзу. Щоб задовольнити Пруссію, яка втратила після Віденського конгресу (який передав Нідерландам території прусської частини колишнього Гельдернського герцогства) доступ до Маасу, нідерландська провінція Лімбург з 5 вересня 1839 року стала членом Німецького союзу як «Лімбурзьке герцогство» — державне утворення, що перебувало в особистій унії з Нідерландським королівством. При цьому з нього були виключені міста Маастрихт і Венло, які залишилися поза Німецького союзу, щоб чисельність населення не перевищила чисельності бельгійської провінції Люксембург (150 тисяч чоловік).

## Ліквідація
Австро-прусська війна 1866 року призвела до колапсу Німецького союзу. Щоб прояснити становище Великого герцогства Люксембурзького і Лімбурзького герцогства, які, будучи володіннями Нідерландського короля, були також членами Німецького союзу, в другому Лондонському договорі було записано, що як Люксембург, так і Лімбург є складовими частинами Нідерландського королівства. Лімбург увійшов до складу Нідерландів як провінція, а Люксембург приєднався до німецького митного союзу, членом якого залишався до 1 січня 1919 года.
Термін «Лімбурзьке герцогство» і далі використовувалося в деяких офіційних ситуаціях до лютого 1907 року.